# Даля Куодіте
Даля Куодіте (лит. Dalia Kuodytė; 21 січня 1962, Каунас — 21 квітня 2023) — литовська політична діячка та громадська активіста, депутат парламенту Литовської Республіки (2008—2016), історик.

## Життєпис
Закінчивши середню школу у рідному Каунасі, навчалася на історичному факультеті Вільнюського університету, який закінчила у 1987 році. Після повернення до Каунаса працювала в місцевому IX Музеї форту історичним консультантом. У 1990 році вона очолила музей вигнання та опору (Tremties ir rezistencijos muziejus), який очолювала до 1997 року. Водночас вона була головною редакторкою історичного журналу. У 1997 році вона стала генеральною директоркою Центру вивчення геноциду та опору жителям Литви.
З березня 2005 по 2007 рік вона була головою люстраційної комісії. На виборах 2008 року вона була обрана до Сейму з списку Ліберального руху Литовської Республіки. Була частиною литовської делегації до Парламентської Асамблеї Ради Європи. У 2012 році вона була переобрана депутатом. На парламентських виборах 2016 року не була переобрана до Сейму. У 2019 році вийшла з Ліберального руху.

## Нагороди
- орден княгині Ольги III ступеня (Україна, 2008) — за вагомий особистий внесок у донесення до світової спільноти правди про геноцид Українського народу під час Голодомору 1932—1933 років, активну участь у проведенні Міжнародної акції вшанування пам'яті жертв Голодомору 1932—1933 років «Незгасима свічка»[11];